# Nagy Béla (geológus)
Nagy Béla (Pomáz, 1941. május 22. –) magyar geológus, egyetemi tanár.

## Élete
Nagy Béla Pomázon született 1941. május 22-én Nagy Béla Lajos és Schwadlenka Mária gyermekeként.
1959-1964 között az ELTE Természettudományi Kar (ELTE TTK) geológus szakos hallgatója volt.
1964-1967 között a Magyar Állami Földtani Intézet tudományos segédmunkatársa, 1968-1980 között munkatársa, 1981-1982 között főmunkatársa volt; ásványtani, geokémiai és ércteleptani kutatásokat végzett. 1970-1977 között közreműködött a Börzsöny földtani térképezésében és érckutatásában. 1977-1982 között félállásban, 1982-től pedig főállásban a Magyar Tudományos Akadémia Földtudományok Osztályának tudományos titkára. 1985-től a Geokémiai és Ásvány-Kőzettani Tudományos Bizottság tagja. 1987 óta a Szádeczky-Kardoss Elemér Alapítvány és Ösztöndíj kuratóriumának titkára. 1990 óta az ELTE címzetes egyetemi docense. 1993 óta a Geonómiai Tudományos Bizottság tagja. 1996-ban habilitált. 1998 óta egyetemi magántanár.
Kutatási területe a hazai szulfidos érctelepek ásványtani és geokémiai felépítése. Több mint 100 tanulmány szerzője.

## Magánélete
1963-ban házasságot kötött Balogh Judittal. Két lányuk született; Nagy Judit Szilvia (1967) és Nagy Nóra Krisztina (1975).

## Művei
- Krenner József. A múlt magyar tudósai. Akadémiai Kiadó, Budapest, 1996.
- Szádeczky-Kardoss Elemér. A múlt magyar tudósai. Akadémiai Kiadó, Budapest, 2006.
- Mauritz Béla. A múlt magyar tudósai. Akadémiai Kiadó, Budapest, 2008.

## Külső hivatkozások
- Nagy Béla publikációi